# 굿 윌 헌팅
《굿 윌 헌팅》(영어: Good Will Hunting)은 거스 밴 샌트이 감독한 1997년 미국의 드라마 영화이다. 맷 데이먼, 로빈 윌리엄스, 벤 애플렉, 스텔란 스카스가드, 미니 드라이버가 출연하였다. 맷 데이먼과 벤 애플렉이 공동으로 각본을 쓴 이 영화는 실제로 맷 데이먼이 하버드 대학 재학시절 과제를 기초로 해 보스턴의 빈민가에 사는 유년시절의 상처로 인해 방황하는 20살의 수학천재 '윌 헌팅'에 관한 이야기를 다루고 있다.
이 영화는 미국 아카데미상 최우수 작품상을 포함해 9개 부문에 후보 지명되었고, 최우수 남우조연상(로빈 윌리엄스)과 최우수 각본상(맷 데이먼과 벤 애플렉)의 2개 부분을 수상하였다. 2014년 윌리엄스의 사망 이후, 할리우드 리포터에 따르면 미국인들이 좋아하는 영화 100편 중에서 53위에 선정되었다.

## 줄거리
보스턴의 빈민가에서 일용직 노동자로 살고 있는 20살의 '윌 헌팅'(Will Hunting)은 수학, 법학, 역사학 등 모든 분야에 재능이 있는 천재이다. 수많은 책들을 읽고, 법정에서 변호사 없이 스스로 변호하고, 욕실의 거울에 난해한 수학문제 풀이를 적고 지우기를 반복하는 일이 취미인 '윌'은 매사추세츠 공과대학교(MIT)에서 청소부로 일하고 있다. 수학과 교수이자 필즈 메달(수학계의 노벨상) 수상자인 '램보' 교수는 대학원 학생들을 시험하기 위해 교실 밖 복도에 난해한 문제를 적고 그 문제를 풀 사람을 구한다. 어느날 누군가가 문제에 대한 해답을 칠판에 적어 놓자 수학과는 물론 전 대학 내의 화제가 된다. 모두가 그 주인공을 궁금해하지만, 강의실 안에서 누구도 나서지 않는다.
그러다 램보 교수가 조교와 강의실을 나오면서 복도 칠판에 낙서하고 있는 윌을 보게되고, 그것은 낙서가 아닌 또 다른 수학 문제의 증명이라는 것을 알게된다. 그 후로 램보 교수는 윌의 심리치료를 도와주고 증명하는 작업을 함께 진행한다. MIT 수학과 교수들도 풀지 못하는 문제를 애들 장난처럼 쉽게 풀어내는 윌은 어린 시절의 아픈 기억때문에 주변사람들을 멀리하고 사람들이 떠날 수 밖에 없게 만든다. 이런 윌이 심리치료사 숀과 스탠포드 메디컬 스쿨로 진학을 앞두고 있는 하버드 대학교 학생 스카일라를 만나게 되면서 점차 변하게 되는데…
참고로 여기서 "너는 복권을 가지고 있으면서 돈으로 못바꾸고 있어!"는 맷 데이먼에게 애플렉이 실제로 해줬다는 얘기다.

## 배역
- 맷 데이먼: 윌리엄 "윌" 헌팅 역
- 로빈 윌리엄스: 숀 맥과이어 역
- 벤 애플렉: 찰스 "처키" 슐리번 역
- 미니 드라이버: 스카일라 사텐스테인 역
- 스텔란 스카스가드: 제럴드 램보 교수 역
- 케이시 애플렉: 모건 O. 몰리 역
- 콜 하우저: 윌리엄 "빌리" 맥브라이드 역
- 콜린 맥콜리: 캐이시 역
- 좀 마이턴: 톰 역
- 레이첼 메이조스키: 크리스틴 역
- 리처드 피츠패트릭: 티미 역
- 스콧 윌리엄 윈터스: 클라크 역
- 롭 라이언스: 카민 스카파글리아 역
- 스티븐 코즐로스키: 카민의 친구 #1 역
- 지미 플린: 조지 H. 멀론 판사 역
- 케빈 러쉬튼: 법정 경비원 역
- 크리스토퍼 브리튼: 경영진 #2 역

## KBS 성우진(2001년 5월 26일)
- 김승준 - 윌 헌팅(맷 데이먼)
- 배한성 - 숀 맥과이어(로빈 윌리엄스)
- 구자형 - 처키(벤 애플렉)
- 장광 - 램보 교수(스텔란 스카스가드)
- 정미숙 - 스카일라(미니 드라이버)
- 이종구 - 판사
- 이재명 - 최면술사
- 오인성 - 빌리(콜 하우저)
- 성수경 - 모건(케이시 애플렉)
- 서광재 - 검사
- 김규식 - 심리학자
- 류다무현 - 클라크(스콧 위리암 윈터스)
- 임아영 - 리디아(제니퍼 데더)
- 박정민 - 잭

## 수상 및 후보
수상
- 1997년 제10회 시카고 비평가 협회상
  - 유망남우상(맷 데이먼)
- 1997년 내셔널 보드 오브 리뷰(전미 비평가 위원회)
  - 스페셜 업적상(벤 애플렉, 맷 데이먼)
- 1997년 플로리다 비평가협회상
  - 올해의 신인상(벤 애플렉)
- 1998년 제3회 크리틱스 초이스 영화상
  - 최우수 각본상(벤 애플렉, 맷 데이먼)
  - 유망주상(맷 데이먼)
- 1998년 제48회 베를린 국제영화제
  - 은곰상: 공헌상(맷 데이먼)[3]
- 1998년 새틀라이트상(국제비평가협회상)
  - 최우수 각본상(벤 애플렉, 맷 데이먼)
- 1998년 제55회 골든 글로브 시상식
  - 최우수 각본상(벤 애플렉, 맷 데이먼)
- 1998년 제4회 미국 배우 조합상
  - 영화부문 남우조연상(로빈 윌리엄스)
- 1998년 제70회 미국 아카데미 시상식
  - 최우수 각본상(벤 애플렉, 맷 데이먼)
  - 최우수 남우조연상(로빈 윌리암스)
- 1999년 제22회 일본 아카데미상
  - 우수 외국작품상

후보
- 1997년 제10회 시카고 비평가 협회상
  - 유망남우상(벤 애플렉) ※체이싱 아미, 다크니스 포함
- 1997년 보스턴 비평가협회상
  - 최우수 각본상(벤 애플렉, 맷 데이먼)
- 1997년 미국 온라인 비평가협회상
  - 최우수 각본상(벤 애플렉, 맷 데이먼)
- 1997년 런던 비평가협회상
  - 최우수 각본상(벤 애플렉, 맷 데이먼)
- 1998년 미국 작가 조합상
  - 영화 부분 최우수 각본상(벤 애플렉, 맷 데이먼)
- 1998년 미국 감독 조합상
  - 장편영화 부분 최우수 감독상(거스 밴 샌트)
- 1998년 제55회 골든 글로브 시상식
  - 영화 드라마 부분 남우주연상(맷 데이먼)
  - 영화 부분 남우조연상(로빈 윌리암스)
- 1998년 제4회 미국 배우 조합상
  - 영화부문 남우주연상(맷 데이먼)
  - 영화부문 여우조연상(미니 드라이버)
  - 영화부문 캐스트 연기상
- 1998년 제70회 미국 아카데미 시상식
  - 최우수 작품상
  - 최우수 감독상(거스 밴 샌트)
  - 최우수 남우주연상(맷 데이먼)
  - 최우수 여우조연상(미니 드라이버)
  - 최우수 편집상(피에트로 스카리아)
  - 최우수 음악상(데니 앨프먼)
  - 최우수 주제가상
- 1998년 제7회 MTV 무비 어워즈
  - 최고의 남자배우상(맷 데이먼)
  - 최고의 영화상(구스 반 산트)
  - 최고의 콤비상(맷 데이먼 & 벤 애플렉)
  - 최고의 키스상(맷 데이먼 & 미니 드라이버)
- 1998년 클로트러디스 어워즈
  - 최우수 각본상(벤 애플렉, 맷 데이먼)
- 1998년 후마니타스 프리즈
  - 장편 영화 부분(벤 애플렉, 맷 데이먼)